# NGC 54
NGC 54 (другие обозначения — MCG −1-1-60, PGC 1011) — спиральная галактика (Sa) в созвездии Кит.
Этот объект входит в число перечисленных в оригинальной редакции «Нового общего каталога».
Галактика открыта в 1886 году Эрнстом Темпелем предположительно вместе с NGC 47. Близко к ней на небесной сфере расположены галактики NGC 47, NGC 50, NGC 61, NGC 64.
Окончательно всю группу из трех близкорасположенных галактик NGC 50 (самую яркую), NGS 54 и NGS 47 наблюдал 21 октября 1886 Люис Свифт. 
Её диаметр составляет около 90000 световых лет.